# NGC 603
NGC 603 je trojna zvijezda u zviježđu Trokutu.

## Vanjske poveznice
- SEDS: NGC 0603